# Шача (нижний приток Ноли)
Шача — река в Костромской области России, нижний приток Ноли, впадает справа. Длина — 101 км, площадь водосборного бассейна — 562 км².

## Данные водного реестра
По данным государственного водного реестра России относится к Верхневолжскому бассейновому округу. Речной бассейн реки — (Верхняя) Волга до Куйбышевского водохранилища (без бассейна Оки), речной подбассейн реки — Волга ниже Рыбинского водохранилища до впадения Оки, водохозяйственный участок реки — Кострома от истока до водомерного поста у деревни Исады.
Код объекта в государственном водном реестре — 08010300112110000012298.

### Притоки
(указано расстояние от устья)
- 21 км: река Чёрная (пр)
- 75 км: река Шингирь (лв)
- 81 км: река Талица (пр)
- 84 км: река Везань (Возань) (пр)